# Давіндер Сінґг Діґан
Давіндер Сінґг Діґан (2 лютого 1946) — кенійський хокеїст на траві. Грав за клуб «Сімба Юніон» з Найробі. Увійшов до складу збірної Кенії на літніх Олімпійських іграх 1968 в Мехіко, де вона посіла 8-ме місце Грав на позиції нападника, зіграв 10 матчів і забив 6 голів (два у ворота збірної Великої Британії, по одному — Аргентині, Пакистану, Австралії та Іспанії). Учасник літніх Олімпійських ігор 1972 в Мюнхені, де його збірна посіла 13-те місце. Грав на позиції нападника, зіграв 8 матчів і забив 2 голи у ворота збірної Індії.